# Liste des principaux allergènes
 (juin 2017).
Si vous disposez d'ouvrages ou d'articles de référence ou si vous connaissez des sites web de qualité traitant du thème abordé ici, merci de compléter l'article en donnant les références utiles à sa vérifiabilité et en les liant à la section « Notes et références ».
 (mai 2023).
La mise en forme du texte ne suit pas les recommandations de Wikipédia : il faut le « wikifier ».
Les points d'amélioration suivants sont les cas les plus fréquents. Le détail des points à revoir est peut-être précisé sur la page de discussion.
- Les titres sont pré-formatés par le logiciel. Ils ne sont ni en capitales, ni en gras.
- Le texte ne doit pas être écrit en capitales (les noms de famille non plus), ni en gras, ni en italique, ni en « petit »…
- Le gras n'est utilisé que pour surligner le titre de l'article dans l'introduction, une seule fois.
- L'italique est rarement utilisé : mots en langue étrangère, titres d'œuvres, noms de bateaux, etc.
- Les citations ne sont pas en italique mais en corps de texte normal. Elles sont entourées par des guillemets français : « et ».
- Les listes à puces sont à éviter, des paragraphes rédigés étant largement préférés. Les tableaux sont à réserver à la présentation de données structurées (résultats, etc.).
- Les appels de note de bas de page (petits chiffres en exposant, introduits par l'outil «  Source ») sont à placer entre la fin de phrase et le point final[comme ça].
- Les liens internes (vers d'autres articles de Wikipédia) sont à choisir avec parcimonie. Créez des liens vers des articles approfondissant le sujet. Les termes génériques sans rapport avec le sujet sont à éviter, ainsi que les répétitions de liens vers un même terme.
- Les liens externes sont à placer uniquement dans une section « Liens externes », à la fin de l'article. Ces liens sont à choisir avec parcimonie suivant les règles définies. Si un lien sert de source à l'article, son insertion dans le texte est à faire par les notes de bas de page.
- La présentation des références doit suivre les conventions bibliographiques. Il est recommandé d'utiliser les modèles {{Ouvrage}}, {{Chapitre}}, {{Article}}, {{Lien web}} et/ou {{Bibliographie}}. Le mode d'édition visuel peut mettre en forme automatiquement les références.
- Insérer une infobox (cadre d'informations à droite) n'est pas obligatoire pour parachever la mise en page.

Pour une aide détaillée, merci de consulter Aide:Wikification.
Si vous pensez que ces points ont été résolus, vous pouvez retirer ce bandeau et améliorer la mise en forme d'un autre article.
Un allergène est une substance capable de provoquer une réaction allergique chez un sujet préalablement sensibilisé. Les allergènes sont très nombreux, très variés, et concernent une grande population, en partie dans les pays développés.

## Chez l'adulte
Les allergies professionnelles sont courantes, notamment dans certaines professions exposées.
Les éleveurs, travailleurs du bois et ouvriers en contact avec des allergènes (industrie chimique, pétrolière, etc.) peuvent se sensibiliser et être victime de rhinite évoluant vers un asthme chronique parfois accompagné d'urticaire ou d'œdèmes, éventuellement mortels. On ne les classe pas toujours dans les maladies professionnelles. C'est un des domaines relevant de la médecine du travail.

## Chez l'enfant, par ordre de fréquence

### Tous allergènes confondus
- Acariens (en particulier Dermatophagoides pteronyssinus et Dermatophagoides farinae) (10 % des enfants[1])
- Pollens de graminées (dactyle, phléole, ivraie)
- Poils de chat
- Blattes et cafards
- Pollens de bétulacées (aulne, bouleau, charme, noisetier)
- Moisissures (Alternaria, Cladosporium)
- Poils de lapin
- Allergies alimentaires (3 %) (particulièrement à risque, car l'allergène est très souvent invisible)
- Lavande (essence de lavande)
- latex

### Allergènes alimentaires
Note: Les pourcentages reflètent la proportion d'enfants allergiques sensibles à cet allergène[réf. souhaitée]. On en déduit que très souvent, l'individu allergique est sensible à de nombreux allergènes différents (ce qui explique que la désensibilisation soit souvent impossible).
- Œuf (31 %)
- Arachide (18 %)
- Poisson (12 %)
- Lait (12 %)
- Soja, lentilles, pois (3 %)
- Bœuf (2 %)
- Crustacés (2 %)
- Moutarde (2 %)
- Noisette (1,5 %)
- Noix de coco (1,5 %)
- Porc (1,5 %)
- Poulet (< 1 %)
- Ail (< 1 %)
- Tournesol (< 1 %)
- Carotte (< 1 %)
- Amande (< 1 %)
- Pêche (< 1 %)
- Blé (< 1 %)
- tomate(1%)
- thon

## Chez l'adulte, par ordre de fréquence

### Allergènes alimentaires
- Drupacées (11 %)
- Ombellifères (11 %)
- Œuf (8 %)
- Crustacés (8 %)
- Poisson (7 %)
- Lait (5 %)
- Blé (4 %)
- Légumineuses (3 %)
- Banane (3 %)
- Avocat (3 %)
- Kiwi (2 %)
- Moules (2 %)
- Pommes de terre (2 %)
- Tournesol (2 %)
- Bœuf (2 %)
- Arachide (2 %)
- Mangue (2 %)

## Principaux allergènes impliqués dans les chocs anaphylactiques
- Médicaments :
  - Sérums et vaccins
  - Contrastant radiologique injecté ; les molécules des produits contrastant contenant de l'iode, on croit souvent à tort qu'il s'agit d'une allergie à l'iode[2]

- - Antibiotiques : pénicillines, céphalosporines
  - Aspirine
  - Procaïne

- Sulfites

- Venin d'hyménoptères
  - famille des Apidae : abeille, bourdon
  - famille des Vespidae : guêpe vespula, guêpe poliste, vrai frelon